# Francis Bebey
Francis Bebey (Duala, 15 de julio de 1929-París, 28 de mayo de 2001) fue un escritor, periodista y cantautor camerunés.
Después de haber estudiado en París y Nueva York, se asentó en la ciudad luz en 1960. Trabajó para diversas emisoras de radio y después para la Unesco, investigando y documentando la música tradicional africana. En ese tiempo compuso y grabó su propia música que era de un estilo sumamente experimental y que mezclaba con ritmos latinoamericanos, occidentales y africanos. También escribió dos libros, Le Fils d'Agatha Moudio de 1967 y Musique de L'Afrique de 1969; que tratan sobre la música africana, además de varias obras de ficción.

## Discografía

### Colectivos
- 1986 - 16. Festival des politischen Liedes

## Tributo
Francis Bebey fue coronado el con Grand prix de la mémoire (Gran premio de la memoria) en la edición 2013 de los Grandes Premios de las Asociaciones Literarias.